# Панамерикански игри (1963)
Четвъртите панамерикански игри са международно състезание, проведено от 20 април до 5 май 1963 година в Сау Паулу, Бразилия. Участват 1665 спортисти от 22 страни, които се състезават в 19 различни спорта.

## Участвали страни
- Аржентина
- Барбадос
- Бахамски острови
- Бразилия
- Венецуела
- Гватемала
- Гвиана
- Еквадор
- Канада
- Куба
- Мексико
- Нидерландски Антили
- Панама
- Перу
- Пуерто Рико
- Салвадор
- САЩ
- Тринидад и Тобаго
- Уругвай
- Чили
- Ямайка

## Спортове
- Академично гребане
- Баскетбол
- Бокс
- Борба
- Вдигане на тежести
- Ветроходство
- Водна топка
- Волейбол
- Гимнастика
- Джудо
- Колоездене
- Конен спорт
- Лека атлетика
- Модерен петобой
- Плувни спортове
- Спортна стрелба
- Тенис
- Фехтовка
- Футбол